# La Trinité-du-Mont
La Trinité-du-Mont település Franciaországban, Seine-Maritime megyében. Lakosainak száma 917 fő (2022. január 1.). La Trinité-du-Mont Gruchet-le-Valasse, Lillebonne és Lintot községekkel határos.

## Népesség
A település népességének változása:
| Lakosok száma | 794  | 798  | 825  | 798  | 834  | 832  | 850  | 883  | 917  |
|               | 2013 | 2015 | 2016 | 2017 | 2018 | 2019 | 2020 | 2021 | 2022 |